# Moebius (pel·lícula de 2013)
Moebius és una pel·lícula del 2013 sud-coreana escrita i dirigida per Kim Ki-duk. Fou descartada de la competició de la 70 edició del Festival de cinema de Venècia. Fou inicialment prohibida a Corea del Sud, abans que el Tauler de Qualificació de Mitjans de Comunicació de Corea revisara la pel·lícula i canviara la qualificació.

## Rebuda
Andrew Chan del Film Critics Circle of Australia escriu, "Anomenar Moebius desafiadora és de fet un eufemisme, ja que és més que això, és una pel·lícula que t'obsessionarà, se't quedarà i potser et destorbarà fins que mai penses en ella mai més".